# Rhynchostegium malmei
Rhynchostegium malmei là một loài Rêu trong họ Brachytheciaceae. Loài này được (Broth.) Paris miêu tả khoa học đầu tiên năm 1905.